# Pallavolo ai XV Giochi centramericani e caraibici
La pallavolo ai XV Giochi centramericani e caraibici si è disputata durante la XV edizione dei Giochi centramericani e caraibici, che si è svolta a Santiago de los Caballeros, nella Repubblica Dominicana, nel 1986.

## Podi
| Evento                         | Oro  | Argento         | Bronzo     |
| Pallavolo maschile (dettagli)  | Cuba | Rep. Dominicana | Porto Rico |
| Pallavolo femminile (dettagli) | Cuba | Messico         | Venezuela  |